# 诺夫哥罗德-谢韦尔斯基公国
诺夫哥罗德-谢韦尔斯基公国（羅馬化：Novhorod-Siverske kniazivstvo）是中世纪羅斯人建立的一個國家，首都位於诺夫哥罗德-谢韦尔斯基（諾夫霍羅德-錫韋爾斯基）。該國大概成立於1139年。该公国後來被布良斯克公国占领，之後又被立陶宛人占领。